# Pedro de Alcocer
Pedro de Alcocer (Toledo) va ser un historiador espanyol del segle xvi.

## Historia o descripción de la imperial ciudad de Toledo

### Autoria
Pedro de Alcocer apareix com a autor de la Hystoria o Descripción de la imperial cibdad de Toledo, adonde se tocan y refieren muchas antigüedades y cosas notables de la Historia general de España. Agora nuevamente impressa en Toledo, obra de 1551, publicada a Toledo (reimpresa novament a Toledo per Juan Ferrer el 1554 i a Madrid el 1641). L'obra, segons Tomás Tamayo de Vargas i Andrés Burriel està escrita tot o parcialment pel canonge Juan de Vergara.

### Contingut i llibres primer i segon
És un llibre molt documentat pel que fa a dades i llegendes i és útil per al comentari de textos de l'època; és la primera que va constar sobre Toledo; existeix una edició facsímil de Instituto Provincial De Investigación Y Estudios Toledanos, editada a Toledo l'any 1973. La Historia o Descripción de la Imperial ciudad de Toledo, va ser redactada abans de 1551 i reeditada el 1554; està dividida en dos llibres.
- Llibre Primer - Historia o descripción de la imperial ciudad de Toledo con todas las memorables acontecidas en ella desde su principio y fundación. Adonde se toca y refieren muchas antigüedades y cosas notables de la Historia General de España. Llibre pròpiament històric, des de la fundació de Toledo -pel mític Tubal - fins a la primera visita que a la ciutat va * fer Isabel la Catòlica;
- Llibre Segon -En el que particularmente se escribe el principio y fundamento de la Santa Iglesia de Toledo con todas las cosas que en ella hay dignas de ser sabidas: en el que se escriben también las primeras fundaciones de los Monasterios, Hospitales y lugares píos que en ella en este tiempo hay Aquest capítol de curta amplitud comença al Foli XCVIII i descriu la catedral, monestirs, hospitals, col·legis i ermites.

## Relación de las Comunidades
El nom de Pedro de Alcocer també apareix com a autor de l'obra de 1555 coneguda com a Relación de las Comunidades o Relación de las cosas que pasaron en estos reinos desde que murió doña Isabel hasta que acabaron las Comunidades en la ciudad de Toledo, manuscrit que va veure en el segle xviii Jaime Villanueva a la Biblioteca Colombina de Sevilla i al segle xix Bartolomé José Gallardo, i que Tomás Tamayo de Vargas i Andrés Burriel també atribueixen a Juan de Vergara. Existeix una edició de 1872 portada a terme per la Sociedad de Bibliófilos Andaluces de Sevilla a la impremta Librería española y extrangera de D. Rafael Tarrascó, amb coautoria de Juan de Avcayos Chaves (Juan Bautista de Chaves Arcayos), amb un pròleg o estudi introductori d'Antonio Martín Gamero, amb apèndix extens sobre estil, comparació d'autoria (Pedro de Alcocer - Juan de Vergara) i índex.